# Katonaia
Katonaia is een geslacht van insecten uit de familie van de Boorvliegen (Tephritidae), die tot de orde tweevleugeligen (Diptera) behoort.

## Soorten
- K. aida Hering, 1938
- K. hemileopsis (Hering, 1947)